# مرسدس کوگن
مرسدس کوگن (اسپانیایی: Mercedes Coghen‎؛ زادهٔ ۲ اوت ۱۹۶۲) بازیکن هاکی روی چمن اهل اسپانیا است که در مسابقات کشوری و بین‌المللی در مجموع برندهٔ ۱ مدال طلا شده‌است.